# 陈瘦竹
陈瘦竹（1909年—1990年），原名定节，又名泰来，男，江苏无锡人，中国作家、戏剧理论家，曾任南京大学教授、博士生导师。